# Даніеле Базеллі
Даніеле Базеллі (італ. Daniele Baselli, нар. 12 березня 1992, Манербіо) — італійський футболіст, півзахисник клубу «Комо». Провів одну гру у складі національної збірної Італії.

## Клубна кар'єра
Народився 12 березня 1992 року в місті Манербіо. Вихованець футбольної школи клубу «Аталанта».
13 липня 2011 року за номінальну плату в 500 євро був переданий на правах співволодіння у клуб Серії Б «Читтаделла», де провів два сезони, взявши участь у 50 матчах чемпіонату.
20 червня 2013 року повернувся в рідну «Аталанту», яка викупила другу половину прав гравця за € 803,500 через «конвертний аукціон», оскільки «Читтаделла» запропонувала лише $ 50,000. Базеллі підписав чотирирічну угоду з «Аталантою» і дебютував за клуб 18 серпня, граючи останні 17 хвилин матчу на Кубок Італії проти «Барі» (3:0). 1 вересня Базеллі дебютував у Серії А, вийшовши на заміну другому тайму замість Джакомо Бонавентури в домашній грі проти «Торіно». Загалом відіграв за бергамський клуб наступні два сезони своєї ігрової кар'єри, зігравши за цей час 50 ігор у Серії А
10 липня 2015 року разом із одноклубником Давіде Дзаппакостою перейшов у «Торіно», яке заплатило за двох гравців 10,3 млн. євро. У складі клубу з П'ємонту Базеллі відразу став основним гравцем. За шість з половиною сезонів відіграв за туринську команду 175 матчів у національному чемпіонаті.
Першу половину 2022 року відіграв у «Кальярі», після чого став гравцем друголігового «Комо».

## Виступи за збірні
2009 року дебютував у складі юнацької збірної Італії, взяв участь у 3 іграх на юнацькому рівні.
Протягом 2012—2015 років залучався до складу молодіжної збірної Італії, з якою взяв участь у молодіжному чемпіонаті Європи 2015 року в Чехії, де італійці не зуміли вийти з групи. Всього на молодіжному рівні зіграв у 12 офіційних матчах.
4 червня 2018 року дебютував в офіційних матчах у складі національної збірної Італії в товариській грі проти Нідерландів (1:1), замінивши по ходу другого тайму Жоржиньйо.

## Статистика виступів

### Статистика клубних виступів
Станом на 26 серпня 2022
| Сезон                  | Команда                | Чемпіонат              | Чемпіонат | Чемпіонат | Національний кубок | Національний кубок | Національний кубок | Континентальні кубки | Континентальні кубки | Континентальні кубки | Інші змагання | Інші змагання | Інші змагання | Усього | Усього |
| Сезон                  | Команда                | Ліга                   | Ігор      | Голів     | Ліга               | Ігор               | Голів              | Ліга                 | Ігор                 | Голів                | Ліга          | Ігор          | Голів         | Ігор   | Голів  |
| ---------------------- | ---------------------- | ---------------------- | --------- | --------- | ------------------ | ------------------ | ------------------ | -------------------- | -------------------- | -------------------- | ------------- | ------------- | ------------- | ------ | ------ |
| 2011–12                | «Читтаделла»           | B                      | 13        | 0         | КІ                 | 1                  | 0                  | -                    | -                    | -                    | -             | -             | -             | 14     | 0      |
| 2012–13                | «Читтаделла»           | B                      | 37        | 1         | КІ                 | 2                  | 0                  | -                    | -                    | -                    | -             | -             | -             | 39     | 1      |
| Усього за «Читтаделла» | Усього за «Читтаделла» | Усього за «Читтаделла» | 50        | 1         |                    | 3                  | 0                  |                      | -                    | -                    |               | -             | -             | 53     | 1      |
| 2013–14                | «Аталанта»             | A                      | 28        | 0         | КІ                 | 3                  | 0                  | -                    | -                    | -                    | -             | -             | -             | 31     | 0      |
| 2014–15                | «Аталанта»             | A                      | 22        | 2         | КІ                 | 2                  | 0                  | -                    | -                    | -                    | -             | -             | -             | 24     | 2      |
| Усього за «Аталанту»   | Усього за «Аталанту»   | Усього за «Аталанту»   | 50        | 2         |                    | 5                  | 0                  |                      | -                    | -                    |               | -             | -             | 55     | 2      |
| 2015–16                | «Торіно»               | A                      | 35        | 4         | КІ                 | 3                  | 1                  | -                    | -                    | -                    | -             | -             | -             | 38     | 5      |
| 2016–17                | «Торіно»               | A                      | 37        | 6         | КІ                 | 2                  | 0                  | -                    | -                    | -                    | -             | -             | -             | 39     | 6      |
| 2017–18                | «Торіно»               | A                      | 32        | 4         | КІ                 | 2                  | 0                  | -                    | -                    | -                    | -             | -             | -             | 34     | 4      |
| 2018–19                | «Торіно»               | A                      | 34        | 4         | КІ                 | 3                  | 1                  | -                    | -                    | -                    | -             | -             | -             | 37     | 5      |
| 2019–20                | «Торіно»               | A                      | 16        | 0         | КІ                 | 0                  | 0                  | ЛЄ                   | 5                    | 0                    | -             | -             | -             | 21     | 0      |
| 2020–21                | «Торіно»               | A                      | 15        | 0         | КІ                 | 0                  | 0                  | -                    | -                    | -                    | -             | -             | -             | 15     | 0      |
| 2021-січ. 2022         | «Торіно»               | A                      | 6         | 0         | КІ                 | 1                  | 0                  | -                    | -                    | -                    | -             | -             | -             | 7      | 0      |
| Усього за «Торіно»     | Усього за «Торіно»     | Усього за «Торіно»     | 175       | 18        |                    | 11                 | 2                  |                      | 5                    | 0                    |               | -             | -             | 191    | 20     |
| січ.-черв. 2022        | «Кальярі»              | A                      | 9         | 0         | КІ                 | -                  | -                  | -                    | -                    | -                    | -             | -             | -             | 9      | 0      |
| серп. 2022–23          | «Комо»                 | B                      | 2         | 0         | КІ                 | -                  | -                  | -                    | -                    | -                    | -             | -             | -             | 2      | 0      |
| Усього за кар'єру      | Усього за кар'єру      | Усього за кар'єру      | 282       | 21        |                    | 19                 | 2                  |                      | 5                    | 0                    |               | -             | -             | 307    | 23     |